# Plapumă

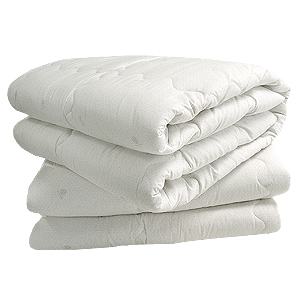
Plapumă cu înveliş de mătase

Plapuma (sau plapoma, din greacă πάπλωμα) este o învelitoare groasă, formată din două foi de țesătură (pânză, mătase, stofă etc.) între care este introdus și fixat prin cusături ornamentale un strat de material izolator: lână, puf, vată etc., fiind folosită ca acoperitoare la dormit.
Plăpumile au forma unui sac conținând materiale diverse, de exemplu pene, lână sau puf. Plăpumile reprezintă un produs de lenjerie de pat. Materialele conținute astăzi de plăpumi conferă o izolație termică sporită; ele sunt călduroase atunci când este frig și chiar răcoroase atunci când este cald.

## Istorie
Plăpumile au apărut pentru prima dată în regiuni din Europa. Ele serveau aici ca articol dominant de tip așternut. Plăpumile sunt articole de tip așternut preferate de majoritatea locuitorilor din zonele cu climat rece, ca Scandinavia sau Canada.